# Федералистская революция
Федералистская революция (порт. Revolução Federalista) — гражданская война, происходившая на юге Бразилии в 1893—1895 годах. В ней участвовали федералисты, добивавшиеся большей автономии для штата Риу-Гранди-ду-Сул, децентрализация власти недавно созданной Первой Бразильской республики и, возможно, восстановления монархии. Конфликт завершился в 1895 году поражением повстанцев.

## Причины
Бразилия была провозглашена республикой 16 ноября 1889 года. Вместо относительно централизованной монархии при императоре Педру II она стала федеративной республикой с автономией штатов. Для некоторых политиков в штатах эта автономия казалась недостаточной. Более того, центральное правительство в Рио-де-Жанейро всегда стремилось ограничить автономию штатов. Это привело к образованию федералистских партий. Главным идеологом федералистов на юге страны был монархист Гаспар да Силвейра Мартинш, основавший в 1892 году Федералистскую партию Риу-Гранди-ду-Сул. Он был яростным противником президента Риу-Гранди-ду-Сул Жулиу ди Кастильюша, который автократически управлял штатом. 25 января 1893 года Кастильюш вновь был избран президентом штата Риу-Гранди-ду-Сул, что спровоцировало восстание его противников. Повстанцы быстро получили поддержку аргентинских федералистов из Корриентеса и уругвайского лидера Апарисио Саравиа.

## Ход боевых действий
В ответ войска федералистов во главе с генералом Жоаном Нуньешем да Силва Таварешом подняли восстание. Они закрыли границу с Уругваем на юге штата, и 25 января 1893 года Тавареш был провозглашен федералистами президентом Риу-Гранди-ду-Сул и сформировал альтернативное правительство. Он обосновался со своим правительством в Баже, недалеко от границы с Уругваем. Затем Тавареш направил свои войска в сторону Порту-Алегри, чтобы свергнуть Кастильюша. Его войска соединились с силами полковника Гумерсиндо Сарайвы, брата Апарисио Саравиа, каудильо, состоявшими в основном из уругвайцев. Объединенная армия Тавареша и Сарайвы была названа «Армией освобождения» (Exército Libertador). Первоначально она насчитывала 3000 человек, но быстро выросла до 12000 человек. Повстанцы-марагатус потребовали отставки Кастильюша с поста президента штата и проведения референдума о будущем штата. Правительство в Порту-Алегри, в свою очередь, направило армию для борьбы с федералистами. 4 апреля 1893 года правительственные войска потерпели тяжелое поражение от марагатус.

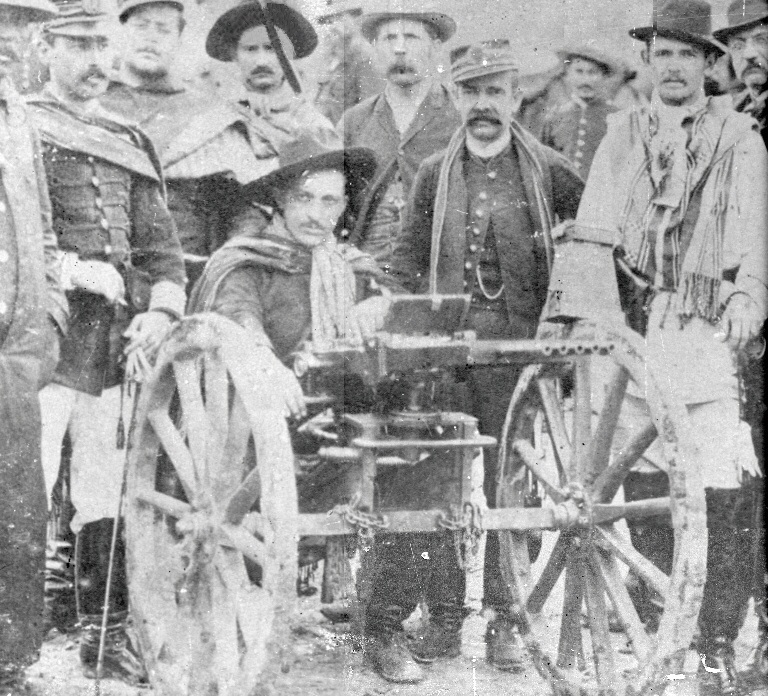
Солдаты правительственных войск.

Чтобы подавить восстание, центральное правительство президента Флориану Пейшоту направило три дивизии под командованием генерала Иполиту Пинту Рибейру, который реорганизовал местные силы, полицию, которые все еще были верны центральному правительству, и начал кампанию. В мае 1893 года федералисты потерпели первое поражение от правительственных войск у города Алегрети. 
Конфликт не ограничился Риу-Гранди-ду-Сул, он затронул весь южный регион страны. Впоследствии федералисты одержали еще несколько побед над правительственными войсками и свергли президентов контролируемых ими штатов Санта-Катарина и Парана и провели выборы. Воодушевленные этими победами, федералисты вошли в эйфорическое настроение и всерьез подумывали о наступлении на Рио-де-Жанейро, чтобы свергнуть правительство Флориану Пейшоту.
Тем временем к повстанцам присоединился восставший в сентябре 1893 года военно-морской флот Бразилии. Адмирал Кустодиу ди Мелу и его флот заняли портовый город Дестерро, современный Флорианополис. Ди Мелу провозгласил себя главой государства Бразилия. 
Осенью 1893 года и весной 1894 года бои переместились в штаты Санта-Катарина и Парана. Отсюда повстанцы пытались продвинуться на северо-восток, чтобы захватить Рио-де-Жанейро, но натолкнулись на отчаянное сопротивление гарнизона в городе Лапа, в шестидесяти километрах к юго-западу от Куритибы в штате Парана, который препятствовал проходу федералистов, позволив правительственным войскам больше времени для мобилизации своих сил. Одновременно в январе 1894 года флот Кустодиу ди Мелу совершил нападение на Паранагуа. Несмотря на то что в феврале Лапа сдался, а затем революционеры без боя заняли Куритибу, Сарайва, не имея больше сил продвинуться вперед, отступил в Риу-Гранди-ду-Сул. Полковник Гумерсиндо Сарайва был убит 10 августа 1894 года в результате предательства, когда он разведывал местность.

## Поражение революции
В апреле 1894 года, после того как его флагманский корабль был торпедирован и потоплен, Кустодиу ди Мелу был вынужден с остатками флота уйти в Аргентину. Сдались и другие адмиралы и морские офицеры. Адмирал Салданья да Гама погиб в бою 24 июня 1895 года в Кампо-Осорио, недалеко от границы с Уругваем, командуя конным отрядом. Федералисты были вынуждены отступить из многих регионов. Гибель Гумерсиндо Сарайвы (1894 г.) и Салданья да Гамы (1895 г.) лишила повстанцев главных лидеров. Главным руководителем у федералистов остался только Тавареш. После поражения в бою при Кампо-Осорио федералисты остались без сил и начали переговоры о прекращении огня с правительством. 
Республиканское правительство обещало не наказывать федералистов, и мир был заключен без унижения для повстанцев, на почетных и удовлетворительных для всех условиях. Последние войска сдали свое оружие 23 августа в Пелотасе, что ознаменовало окончание конфликта.
Окончание войны, унесшей жизни 10 000 человек, консолидировало молодую республику. Мир ознаменовал конец федерализма как политической силы в Бразилии.